# Cocoa Crater
Der Cocoa Crater, gelegentlich Cocoa Cone genannt, ist ein 2117 m hoher Schlackenkegel im Nordwesten der kanadischen Provinz British Columbia.

## Geographie
Der Cocoa Crater liegt im Cassiar Land District im Nordwesten von British Columbia unmittelbar südwestlich des Mount Edziza ganz im Süden des Big Raven Plateau. Er ist einer von mehreren Vulkankegeln und mit einer Höhe von 2117 m der größte subaerische Vulkankegel im Snowshoe Lava Field, einem der größten Gebiete holozäner Lavaströme im Mount Edziza Volcanic Complex.:214,229. Der Kegel liegt südöstlich der Gemeinde Telegraph Creek im Mount Edziza Provincial Park, mit einer Fläche von 266.180 ha einer der größten Provincial Parks in British Columbia; er wurde 1972 als „Schaufenster“ der vulkanischen Landschaft gegründet. Neben dem Gebiet des Mount Edziza gehört dazu auch die Spectrum Range im Süden, welche durch den Raspberry Pass getrennt ist. Der Mount Edziza Provincial Park liegt im Tahltan Highland, einer nach Südosten gerichteten Hochebene, die sich an der Westseite des Stikine Plateau ausdehnt.:49
Der Cocoa Crater ist Teil des Mount Edziza Volcanic Complex, welcher aus diversen, einander überlappenden Landschaftselementen wie Schildvulkanen, Schichtvulkanen, Lavadomen und Schlackenkegeln besteht und in den vergangenen 7,5 Millionen Jahren entstand.:124,125. Wie sein Name nahelegt, umfasst der Kegel einen Vulkankrater, was bei Schlackenkegeln weit verbreitet ist, und war die Quelle eines 2 km breiten Lavastroms, der sich auf dem Big Raven Plateau nach Nordwesten bis in den oberen Teil des Sezill Creek Canyon ausbreitete. Der Cocoa Crater liegt in der Nähe des südwestlichen Endes des Tencho Glacier, des größten Gletschers im Mount Edziza Volcanic Complex.
Der Cocoa Crater ist von einer Reihe vulkanischer Objekte des Mount Edziza Volcanic Complex umgeben. Nordöstlich des Cocoa Crater befindet sich der Punch Cone, ein älteres Objekt an der Westseite des Tencho Glacier. Die Koosick Bluff, unmittelbar nördlich des Cocoa Crater, ist ein weiteres, noch älteres vulkanisches Objekt. Etwa 3 km südwestlich bzw. 5 km südsüdöstlich des Cocoa Crater liegen der Coffee Crater bzw. der Keda Cone, die beide ebenfalls zum Snowshoe Lava Field gehören. Die Hoia Bluff, etwa 7 km westlich des Cocoa Crater, befindet sich am südwestlichen Rand des Big Raven Plateau.

## Name und Etymologie
Der Name des Vulkans wurde am 6. Mai 1954 offiziell anerkannt und auf die Karte 104G des National Topographic System übertragen. In seinem Bericht The Late Cenozoic Mount Edziza Volcanic Complex, British Columbia von 1992 gab Jack Souther dem Cocoa Crater das Numeronym SLF-10, wobei SLF die Abkürzung für Snowshoe Lava Field war.:214 Der Cocoa Crater wird im Catalogue of Canadian volcanoes, einer Online-Datenbank von Natural Resources Canada, als Cocoa Cone bezeichnet. Cocoa (engl. für Kakao) nimmt Bezug auf die dunklen Farben des Vulkans.

## Geologie
Als Teil des Mount Edziza Volcanic Complex liegt der Cocoa Crater in einem weitläufigen Gebiet von Vulkanen und Lavaströmen, das als Northern Cordilleran Volcanic Province bezeichnet wird und sich vom nordwestlichen British Columbia nordwärts durch die Provinz Yukon bis ins östlichste Alaska erstreckt.:1280,1281,1283,1284 Die dominanten Gesteine, aus denen diese Vulkane bestehen, sind Alkalibasalte und Hawaiite, wobei Nephelinit, Basanit sowie peralkaline Phonolith, Trachyt und Comendit lokal häufig sein können. Diese Gesteine wurden durch Vulkanausbrüche vor 20 Millionen bis vor wenigen hundert Jahren abgelagert. Als Ursache der vulkanischen Aktivität in der Northern Cordilleran Volcanic Province wird das Rifting der Nordamerikanischen Kordillere angenommen, welches durch Änderungen in der relativen Plattenbewegung zwischen der Nordamerikanischen Platte und der Pazifischen Platte angetrieben wird.:1280
Der Cocoa Crater ist ein hawaiitischer Schlackenkegel der Big-Raven-Formation, der jüngsten stratigraphischen Einheit des Mount Edziza Volcanic Complex. Die Entstehung des Cocoa Crater fällt in die Periode des Holozän und wurde von der Eruption von Lava und pyroklastischen Gesteinen begleitet.:27 Ein 2 km breiter Lavastrom bewegte sich nach Nordwesten, breitete sich über das Big Raven Plateau aus und erreichte den oberen Teil des Sezill Creek Canyon.:230 Er wurde um das Westende der Koosick Bluff herum geleitet, weil sich zur Zeit seiner Eruption an seiner Südseite ein stagnierender Talgletscher befand.:232,233 Im steilwandigen oberen Canyon des Sezill Creek endet die Stirnseite des Lavastroms 180 m oberhalb des Talbodens, wo unterirdische Fließgewässer unter dem Lavastrom zutage treten.:230,232